# Sisian
Sisian (armeană Սիսիան) este un oraș din provincia Syunik, Armenia.